# ناتاشا سعد
ناتاشا أحمد قسم الله سعد (بالإنجليزية: Natasja Saad)‏هي مغنية راب وريغي دنماركية من أب سوداني، ولدت في 31 أكتوبر 1974، وتوفيت في حادث سيارة في 24 يونيو 2007 بجامايكا، بدأت شهرتها العالمية بترديدها لأغاني الريغي الشعبية الدنماركية، حازت على المركز الأول وفقاً لتصنيف مجلة بيلبورد الموسيقية الأمريكية بعد سته شهور من وفاتها 

## النشأة والتكوين
ناتاشا سعد وُلدت في 31 أُكتوبر 1974 في كوبنهاجن في الدانمارك لأُم دنماركية تدعى كريستسن سعد؛ كانت تعمل في مهنة التصوير الفوتغرافي، ووالدها من السودان يدعى أحمد سعد، الذي كان من أكبر الداعمين لها في مشروعها الفني، والدها قَدِم إلى الدنمارك بغرض الدراسة، سريعاً ما تعلّم اللغة الدنماركية وأصبح مواطناً دنماركياً. والداها تطلقا. وعادَ والدها ألى السودان. لها ثلاث أشقاء (سارا، نادر وسعد). نشأت مع أشقائها في جُزر برايج وهي منطقة من مناطق كوبنهاجن، أحبت الطبيعة والخيول منذ إن كانت طفلة، واحترفت رياضة ركوب الخيل. في عمر السابعة سافرت مع والدها إلى السودان، لتتعرف على أهلها من جانب والدها، وكانت أول أنثى تفوز بجائزة سباق الخيل في السودان. أثناء تدرُبها على ركوب الخيل، سقطت من ظهر حصانها، الأمر الذي أخّر مشروعها الفني. في عمر الثالثة عشر بدأت مسيرتها الغنائية في كوبنهاجن، بدأت الغناء مع صديقها المغني الدنماركي (كارين موكوبا) و (ماك مازي)، كونوا فرقة غنائية باسم (الاسم غير مطلوب) توقف نشاط الفرقة في العام 1996. تأثرت ناتاشا بالثقافة والفن الجامايكي، خلال تلك الفترة شاركت الغناء مع المغنية الأمريكية كوين لطيفة. أشتهرت في جامايكا في العام 1998 عندما وكان عملاها 24 عاماً. فازت بجائزة أف أم بريك الدنماركية، وتعتبر أول مغنية غير دنماركية تفوز بالجائزة، منحتها الجائزة دفعة في تقدم مشروعها الفني. في يوم 29 يونيو 2018 احتفلت مؤسسة ال بي بوكس في ميدانٍ عام بالذكرى العاشرة على وفاتها، قدمت عدد من أغانيها في الاحتفال.

## الوفاة
توفيت ناتاشا في 24 يونيو 2007 بحادث سيارة في المدينة الإسبانية بجامايكا ، أُصيب راكبان آخران كانا معها بإصابات بالغة، فيما أصيب إصابات طفيفة صديقها المغني الدانماركي كارين موكوبا، تم إسعافها والجرحى إلى مستشفى المدينة الإسبانية، ولكن سرعان ما أُعلنت وفاتها. وفاتها كانت فقد للفن الدانماركي لأنها كانت في قمة عطائها الفني، ودفن جثمانها في مقبرة الفنانين في مدينة كوبنهاجن.

## الإنتاج الغنائي

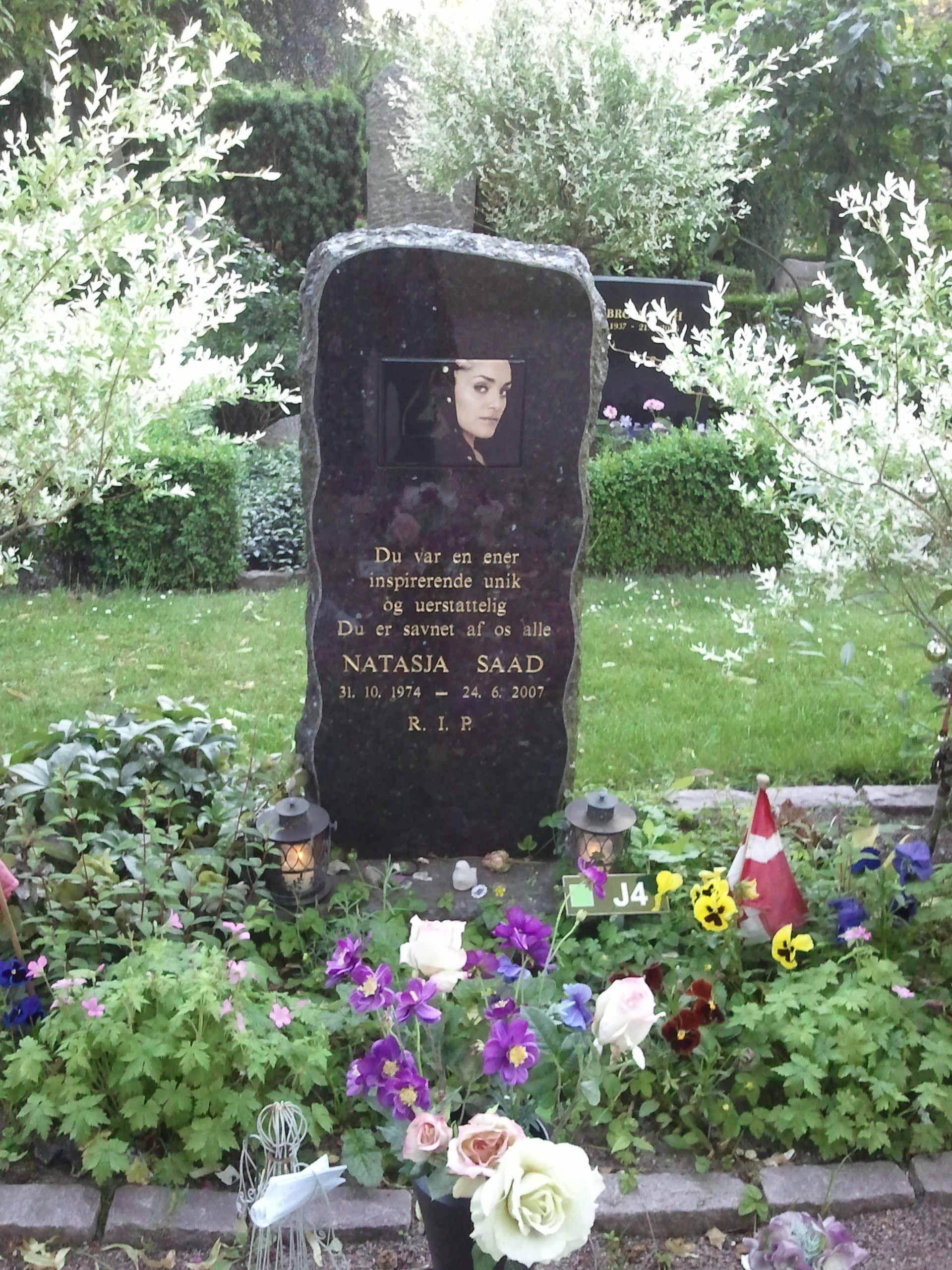
قبر ناتاشا سعد في الدنمارك

بعض من أسماء أغنياتها
- لون عقلي
- الدّاعم الحقيقي
- صيف جميل
- صديقي
- صُعداً بالرأس
- أفضل من ماركة
- البقّال
- زمنُ طويب
- أمنحني العودة إلى الدنمارك
- وُلدت في الدنمارك
- النارٌ في المدينةِ
- أنت وأنا

## روابط خارجية
- ناتاشا سعد على موقع IMDb (الإنجليزية)
- ناتاشا سعد على موقع ميوزك برينز (الإنجليزية)
- ناتاشا سعد على موقع أول ميوزيك (الإنجليزية)
- ناتاشا سعد على موقع ديسكوغز (الإنجليزية)
- ناتاشا سعد على موقع ديسكوغز (الإنجليزية)
- ناتاشا سعد على موقع ديسكوغز (الإنجليزية)